# 塩化ウラン(IV)
塩化ウラン(IV) または四塩化ウラン (UCl4) はウランと塩素の化合物で、ウランの酸化数は +4 である。電磁的同位体分離法(electromagnetic isotope separation、 EMIS) によるウラン濃縮に利用される。 また、有機ウラン化学における出発物質の一つでもある。
純粋な金属ウランは、1841年にウジェーヌ=メルシオル・ペリゴーにより塩化ウラン(IV)をカリウムで還元して初めて単離された。

## 合成
塩化ウラン(IV)は一般的には酸化ウラン(VI)とヘキサクロロプロペンを反応させて生成する。
塩化ウラン(IV)付加溶媒は有機溶媒中で塩化水素とヨウ化ウラン(IV)を反応させることで得られる。

## 性質

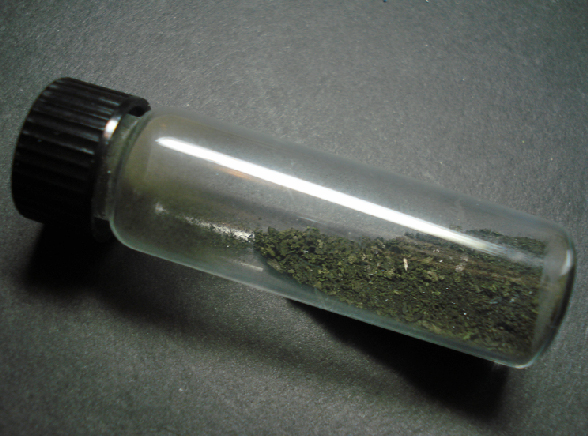
UCl_{4}

塩化ウラン(IV)は吸湿性のある暗緑色の固体で、高真空下で500 ℃に加熱すると分解する。結晶中ではウラン原子は8つの塩素原子に囲まれ、うち4つの U-Cl 結合長は264 pm、他の2つは287 pmである.。塩化ウラン(IV)分子はルイス酸として作用し、非プロトン性ルイス塩基として作用する溶媒に溶解する。
プロトン性溶媒への溶解は複雑で、塩化ウラン(IV)を水に溶解させるとウランアクアイオンを形成する。
{\displaystyle {\ce {UCl4\ + xH2O ->\ [U(H2O)x]^{4+}\ + 4Cl^-}}}
{\displaystyle {\ce {[U(H2O)x]^{4+}\ ,}}} (x = 8 または 9) は加水分解を受ける。
{\displaystyle {\ce {[U(H2O)_x]^{4+}\ <=>\ [U(H2O)_{x-1}(OH)]^{3+}\ + H^+}}}
この反応の酸解離定数 (pKa) は約1.6であり、加水分解が起こらないのはpH 0以下の強酸性のときだけである。pH が3以上でも加水分解が起こり、弱いアクアイオンの塩化物錯体が形成される。文献によれば [UCl]3+(aq) の log K の値は同時加水分解の取り扱いの困難さから −0.5 から +3 の間と推測されている。
アルコールとは加溶媒分解が生じる。
{\displaystyle {\ce {UCl4\ +xROH\ <=>\ UCl4-x(OR)x\ +xHCl}}}
塩化ウラン(IV)はテトラヒドロフランやアセトニトリル、ジメチルホルムアミドのようなルイス塩基として作用する非プロトン性溶媒に溶解する。UCl4Lx で表される溶媒和化合物が生じ、分離することもできる。ただし、溶媒が水を含んでいると塩化ウラン(IV)の加水分解が生じ、溶媒がプロトンを引き抜いてしまうので、厳重に脱水しておく必要がある。
{\displaystyle {\ce {UCl4\ +H2O\ +S\ \ UCl3(OH)\ +SH^{+}\ +Cl^{-}}}}
溶媒分子は他の配位子で置換することができる（下式では水溶液中で金属イオンが錯体を形成する場合と同じなので溶媒は現れてこない）。
{\displaystyle {\ce {UCl4\ + 2Cl^- ->\ [UCl6]^2-}}}
塩化ウラン(IV)の溶液は空気による酸化を受けやすく、ウラニルイオン錯体を形成する。

## 用途
塩化ウラン(IV)は商業的には純粋な酸化ウラン(IV)と四塩化炭素を370 ℃で反応させることで生産されており、電磁的同位体分離（electromagnetic isotope separation、EMIS)によるウラン濃縮に利用されている。1944年の始めには、オークリッジのY-12国家安全保障複合施設で酸化ウラン(VI)からの塩化ウラン(IV)生産が始まり、アーネスト・ローレンスが開発・指揮するカルトロンに供給された。カルトロンで塩化ウラン(IV)が用いられたのは、他の濃縮法で使われる六フッ化ウランのような腐食性がなかったためであった（ただし、不純物として猛毒のホスゲンを含んでいたため厳重な管理が必要だった）。塩化ウラン(IV)を用いる手法は1950年代には使われなくなったが、1980年代にイラクが核兵器開発計画の一部として復活させていた。この方法では、塩化ウラン(IV)をイオン化させてウランのプラズマを得ていた。
プラズマ化したウランを加速して半円形の強磁場中を通過させた後に外周側と内周側に分けると、内周側にウラン235が濃縮される（外周側は劣化ウランになる）。この方法は強磁場を維持するために莫大な電力が必要な上にウランの回収率が低く、運用面でも不都合が多いため、大規模な濃縮施設で採用されることはない。
塩化ウラン(IV)とアルカリ金属塩化物を溶融させたものを溶融塩原子炉の燃料として利用する研究が進められている。塩化ウラン(IV)を塩化リチウムｰ塩化カリウム共晶混合物と共に溶解したものは、熱化学的再処理によって放射化した核燃料からアクチノイドを除去する手段として研究が進められている。